# Glenea collaris
Glenea collaris är en skalbaggsart som beskrevs av Francis Polkinghorne Pascoe 1858. Glenea collaris ingår i släktet Glenea och familjen långhorningar. Inga underarter finns listade i Catalogue of Life.